# Petinomys lugens
Lo scoiattolo volante di Sipora (Petinomys lugens Thomas, 1895) è un raro scoiattolo volante endemico dell'Indonesia. In passato veniva considerato una sottospecie dello scoiattolo volante di Hagen (Petinomys hageni).

## Descrizione
La pelliccia dello scoiattolo volante di Sipora è piuttosto folta e relativamente soffice sulle regioni superiori, e fine su quelle inferiori. Le regioni superiori sono marroni e quelle inferiori sono più chiare, bianche o grigio chiaro. La coda è dello stesso colore del dorso.
Nell'aspetto generale ricorda gli altri scoiattoli volanti del Sud-est asiatico, ma si differenzia da essi per alcuni aspetti del cranio. Ha la testa larga e schiacciata, con un muso corto. La coda è appiattita come una piuma, dal momento che i peli posti ai lati sono rivolti verso l'esterno. I peli al di sotto di essa sono più corti e aderenti all'asse, ma quelli della parte superiore non sono né corti né aderenti all'asse, bensì molto folti.

## Distribuzione e habitat
Lo scoiattolo volante di Sipora vive unicamente a Sipora e Pagai del nord, due piccole isole delle Mentawai, un arcipelago situato presso le coste occidentali di Sumatra.

## Biologia
Non sappiamo pressoché nulla delle abitudini dello scoiattolo volante di Sipora, ma probabilmente è un animale notturno e arboricolo come tutti gli altri componenti del genere Petinomys.

## Conservazione
Lo scoiattolo volante di Sipora è minacciato dalla deforestazione e questo fattore, unito alla ristretta estensione dell'areale (solo 1200 km²), ha fatto sì che venisse collocato dalla IUCN tra le specie in pericolo.